# Território da Capital Australiana
O Território da Capital Australiana (em inglês:  Australian Capital Territory, abreviado como ACT), é um território federal da Austrália onde se localiza a capital australiana, Camberra e alguns municípios vizinhos. Está localizado no sudeste do país e é um enclave no estado de Nova Gales do Sul. Fundado após a Federação Australiana como sede do governo da nova nação, todas as instituições importantes do governo federal australiano estão centralizadas no território.
Em 1 de janeiro de 1901, a federação das colônias da Austrália foi alcançada. A seção 125 da nova Constituição Australiana previa que as terras, situadas em Nova Gales do Sul e a pelo menos a 160 quilômetros de Sydney, fossem cedidas ao novo governo federal. Após discussão e exploração de várias áreas dentro de Nova Gales do Sul, a Lei da Sede do Governo de 1908 foi aprovada, especificando uma capital na região de Yass-Camberra. O território foi transferido para a Comunidade por Nova Gales do Sul em 1911, dois anos antes da capital ser fundada e formalmente nomeada como Camberra em 1913.
Enquanto a grande maioria da população reside na cidade de Camberra, no nordeste do território, a área também inclui alguns municípios vizinhos, como Williamsdale, Naas, Uriarra, Tharwa e Hall. O território também inclui o Parque Nacional Namadgi, que compreende a maior parte da área do território. Apesar de ser um equívoco comum, o Território da Baía de Jervis não faz parte do território federal, embora as leis do Território da Capital Australiana se apliquem como se a Baía de Jervis estivesse inclusa no território. O território tem um clima continental relativamente seco, com verões quentes e invernos de frescos a frios.
O Território da Capital Australiana é o lar de muitas instituições importantes do governo federal, monumentos nacionais e museus. Isso inclui o Parlamento da Austrália, a Suprema Corte da Austrália, a Academia das Forças Armadas da Austrália e o Memorial de Guerra da Austrália. Também abriga a maioria das embaixadas estrangeiras na Austrália, bem como a sede regional de muitas organizações internacionais, grupos sem fins lucrativos, grupos de lobismo e associações profissionais. Várias universidades importantes também têm campi no território, incluindo a Universidade Nacional da Austrália, a Universidade de Camberra, a Universidade de Nova Gales do Sul, a Universidade Charles Sturt e a Universidade Católica Australiana.
Uma assembleia legislativa eleita localmente governa o território desde 1988. No entanto, a Comunidade mantém autoridade sobre o território e pode anular as leis locais. Ela ainda mantém o controle sobre a área conhecida como Triângulo Parlamentar através da Autoridade Nacional de Capital. Moradores do território elegem três membros da Câmara dos Representantes da Austrália e dois senadores.
Com 428 060 residentes, o Território da Capital Australiana é a segunda menor subdivisão continental da Austrália por população. No censo de 2016, a renda semanal média para pessoas no território com mais de 15 anos de idade era de A$ 998 e superior à média nacional de A$ 662. O território apresentou um índice de Desenvolvimento Humano de 0,971 em 2018, o que é extremamente elevado, e o mais alto no ranking de todas as subdivisões australianas. O nível médio de qualificação profissional no território também é superior à média nacional. Dentro do território, cerca de 37,1% da população possui um nível de bacharelato ou superior na educação em comparação com o número nacional de 20%.

## História

### Habitantes aborígines
Os povos indígenas australianos há muito tempo habitam a área. As evidências indicam habitação que remonta há pelo menos 25 000 anos. É possível que a área tenha sido habitada por muito mais tempo, com evidências de uma presença aborígine no lago Mungo, no sudoeste de Nova Gales do Sul, que remonta a cerca de 40 000 anos. O principal grupo que ocupava a região era o povo ngunnawal.

### Exploração europeia
Após o assentamento europeu, o crescimento da nova colônia de Nova Gales do Sul levou a uma crescente demanda por terras aráveis. O governador Lachlan Macquarie apoiou expedições para abrir novas terras ao sul de Sydney. A década de 1820 viu uma exploração adicional na área de Camberra associada à construção de uma estrada de Sydney para as planícies de Goulburn. Enquanto trabalhava no projeto, Charles Throsby soube de um lago e rio próximos dos povos indígenas locais e, portanto, enviou Wild para liderar um pequeno grupo para investigar o local. A busca não teve êxito, mas eles descobriram o rio Yass e supõe-se que eles teriam posto os pés em parte do futuro território.
Uma segunda expedição foi montada pouco tempo depois e eles se tornaram os primeiros europeus a acampar perto dos rios Molonglo e Queanbeyan. No entanto, eles não conseguiram encontrar o rio Murrumbidgee. A questão do Murrumbidgee foi resolvida em 1821, quando Throsby montou uma terceira expedição e alcançou com sucesso o curso de água, fornecendo o primeiro relato detalhado da terra onde Camberra se encontra atualmente. A última expedição na região antes do assentamento foi realizada por Allan Cunningham em 1824. Ele relatou que a região era adequada para pastagem e o assentamento das planícies de pedra calcária se seguiu imediatamente depois.

### Primeiro assentamento
A primeira concessão de terras na região foi feita a Joshua John Moore em 1823 e o assentamento europeu na área começou em 1824 com a construção de uma fazenda pelos seus fazendeiros no que hoje é a Península de Acton. Moore comprou formalmente a área em 1826 e nomeou a propriedade como Canberry ou Canberra.
Um afluxo significativo de população e atividade econômica ocorreu por volta das corridas do ouro da década de 1850. Os caçadores de ouro levaram ao estabelecimento de comunicação entre Sydney e a região por meio dos ônibus da Cobb & Co, que transportavam correio e passageiros. Os primeiros correios foram abertos em Ginninderra em 1859 e em Lanyon em 1860.
Durante os tempos coloniais, as comunidades europeias de Ginninderra, Molonglo e Tuggeranong estabeleceram e cultivaram a terra circundante. A região também foi chamada de distrito de Queanbeyan-Yass, depois das duas maiores cidades da região. As aldeias de Ginninderra e Tharwa foram desenvolvidas para atender as comunidades agrárias locais.
Durante os primeiros vinte anos de assentamento, houve apenas um contato limitado entre os colonos e os aborígines. Nos anos seguintes, Ngunnawal e outros povos indígenas locais deixaram de existir efetivamente como comunidades coesas e independentes, aderindo aos seus modos de vida tradicionais. Aqueles que não sucumbiram à doença e outras predações dispersaram-se para os assentamentos locais ou foram transferidos para reservas aborígines mais distantes criadas pelo governo de Nova Gales do Sul na última parte do século XIX.

## Geografia
O Território da Capital Australiana é o menor território continental (além do Território da Baía Jervis) e cobre uma área total de 2 280 quilômetros quadrados.

### Clima
O território tem um clima continental relativamente seco, com verões de mornos a quentes e invernos de frescos a frios. Segundo a classificação climática de Köppen-Geiger, o território tem um clima oceânico (Cfb).
Janeiro é o mês mais quente com uma máxima média de 27,7 °C. Julho é o mês mais frio em que a máxima média cai para 11,2 °C. A temperatura máxima mais alta já registrada no território foi de 44,0 °C em 4 de janeiro de 2020. A temperatura mínima mais baixa foi de −10 °C em 11 de julho de 1971.
As chuvas variam significativamente em todo o território. Níveis de chuva muito mais elevados caem nas montanhas a oeste de Camberra em comparação ao leste. As montanhas agem como uma barreira durante o inverno, com a cidade recebendo menos chuvas. A precipitação média anual no território é de 629 milímetros e há uma média de 108 dias de chuva por ano. O mês mais chuvoso é outubro com uma precipitação média de 65,3 milímetros. E o mês mais seco é junho com uma média de 39,6 milímetros.
Frost é comum nos meses de inverno. A neve é rara no centro da cidade de Camberra, mas as áreas circundantes recebem neve anualmente durante o inverno e muitas vezes as montanhas cobertas de neve podem ser vistas da cidade. A última queda de neve significativa no centro da cidade foi em 1968.
A neblina de fumaça tornou-se sinônimo do verão australiano de 2019/2020. Em 1 de janeiro de 2020, Camberra apresentava a pior qualidade do ar de qualquer cidade importante do mundo, com um índice de qualidade do ar (IQA) em 7700.
| Dados climáticos para Aeroporto de Camberra, ACT (normais de 1981–2010 , extremos de 1939–presente)                                                    | Dados climáticos para Aeroporto de Camberra, ACT (normais de 1981–2010 , extremos de 1939–presente) | Dados climáticos para Aeroporto de Camberra, ACT (normais de 1981–2010 , extremos de 1939–presente) | Dados climáticos para Aeroporto de Camberra, ACT (normais de 1981–2010 , extremos de 1939–presente) | Dados climáticos para Aeroporto de Camberra, ACT (normais de 1981–2010 , extremos de 1939–presente) | Dados climáticos para Aeroporto de Camberra, ACT (normais de 1981–2010 , extremos de 1939–presente) | Dados climáticos para Aeroporto de Camberra, ACT (normais de 1981–2010 , extremos de 1939–presente) | Dados climáticos para Aeroporto de Camberra, ACT (normais de 1981–2010 , extremos de 1939–presente) | Dados climáticos para Aeroporto de Camberra, ACT (normais de 1981–2010 , extremos de 1939–presente) | Dados climáticos para Aeroporto de Camberra, ACT (normais de 1981–2010 , extremos de 1939–presente) | Dados climáticos para Aeroporto de Camberra, ACT (normais de 1981–2010 , extremos de 1939–presente) | Dados climáticos para Aeroporto de Camberra, ACT (normais de 1981–2010 , extremos de 1939–presente) | Dados climáticos para Aeroporto de Camberra, ACT (normais de 1981–2010 , extremos de 1939–presente) | Dados climáticos para Aeroporto de Camberra, ACT (normais de 1981–2010 , extremos de 1939–presente) |
| Mês | Jan                                                                                                 | Fev                                                                                                 | Mar                                                                                                 | Abr                                                                                                 | Mai                                                                                                 | Jun                                                                                                 | Jul                                                                                                 | Ago                                                                                                 | Set                                                                                                 | Out                                                                                                 | Nov                                                                                                 | Dez                                                                                                 | Ano                                                                                                 |
| --- | --------------------------------------------------------------------------------------------------- | --------------------------------------------------------------------------------------------------- | --------------------------------------------------------------------------------------------------- | --------------------------------------------------------------------------------------------------- | --------------------------------------------------------------------------------------------------- | --------------------------------------------------------------------------------------------------- | --------------------------------------------------------------------------------------------------- | --------------------------------------------------------------------------------------------------- | --------------------------------------------------------------------------------------------------- | --------------------------------------------------------------------------------------------------- | --------------------------------------------------------------------------------------------------- | --------------------------------------------------------------------------------------------------- | --------------------------------------------------------------------------------------------------- |
| Recorde alta °C (°F) | 44.0 (111.2)                                                                                        | 42.2 (108)                                                                                          | 37.5 (99.5)                                                                                         | 32.6 (90.7)                                                                                         | 24.5 (76.1)                                                                                         | 20.1 (68.2)                                                                                         | 19.7 (67.5)                                                                                         | 24.0 (75.2)                                                                                         | 30.2 (86.4)                                                                                         | 32.7 (90.9)                                                                                         | 39.9 (103.8)                                                                                        | 41.6 (106.9)                                                                                        | 44.0 (111.2)                                                                                        |
| Média alta °C (°F) | 28.7 (83.7)                                                                                         | 27.7 (81.9)                                                                                         | 24.8 (76.6)                                                                                         | 20.5 (68.9)                                                                                         | 16.3 (61.3)                                                                                         | 12.5 (54.5)                                                                                         | 11.8 (53.2)                                                                                         | 13.5 (56.3)                                                                                         | 16.6 (61.9)                                                                                         | 19.9 (67.8)                                                                                         | 23.3 (73.9)                                                                                         | 26.3 (79.3)                                                                                         | 20.2 (68.4)                                                                                         |
| Média diária °C (°F) | 21.2 (70.2)                                                                                         | 20.7 (69.3)                                                                                         | 17.9 (64.2)                                                                                         | 13.8 (56.8)                                                                                         | 10.0 (50)                                                                                           | 6.9 (44.4)                                                                                          | 6.0 (42.8)                                                                                          | 7.4 (45.3)                                                                                          | 10.2 (50.4)                                                                                         | 13.2 (55.8)                                                                                         | 16.4 (61.5)                                                                                         | 19.1 (66.4)                                                                                         | 13.6 (56.5)                                                                                         |
| Média baixa °C (°F) | 13.7 (56.7)                                                                                         | 13.6 (56.5)                                                                                         | 10.9 (51.6)                                                                                         | 7.1 (44.8)                                                                                          | 3.7 (38.7)                                                                                          | 1.3 (34.3)                                                                                          | 0.2 (32.4)                                                                                          | 1.3 (34.3)                                                                                          | 3.8 (38.8)                                                                                          | 6.4 (43.5)                                                                                          | 9.5 (49.1)                                                                                          | 11.9 (53.4)                                                                                         | 7.0 (44.6)                                                                                          |
| Recorde baixa °C (°F) | 1.6 (34.9)                                                                                          | 2.8 (37)                                                                                            | −1.1 (30)                                                                                           | −3.7 (25.3)                                                                                         | −7.5 (18.5)                                                                                         | −8.5 (16.7)                                                                                         | −10.0 (14)                                                                                          | −8.5 (16.7)                                                                                         | −6.8 (19.8)                                                                                         | −3.4 (25.9)                                                                                         | −1.8 (28.8)                                                                                         | 0.3 (32.5)                                                                                          | −10.0 (14)                                                                                          |
| Média precipitação mm (pol.) | 58.5 (2.303)                                                                                        | 56.4 (2.22)                                                                                         | 50.7 (1.996)                                                                                        | 46.0 (1.811)                                                                                        | 44.4 (1.748)                                                                                        | 40.4 (1.591)                                                                                        | 41.4 (1.63)                                                                                         | 46.2 (1.819)                                                                                        | 52.0 (2.047)                                                                                        | 62.4 (2.457)                                                                                        | 64.4 (2.535)                                                                                        | 53.2 (2.094)                                                                                        | 615.2 (24.22)                                                                                       |
| Média de dias de precipitação | 7.3                                                                                                 | 6.7                                                                                                 | 6.9                                                                                                 | 7.3                                                                                                 | 8.4                                                                                                 | 9.8                                                                                                 | 10.5                                                                                                | 11.1                                                                                                | 10.2                                                                                                | 10.4                                                                                                | 9.8                                                                                                 | 7.7                                                                                                 | 106.1                                                                                               |
| Média mensal horas de sol | 294.5                                                                                               | 254.3                                                                                               | 251.1                                                                                               | 219.0                                                                                               | 186.0                                                                                               | 156.0                                                                                               | 179.8                                                                                               | 217.0                                                                                               | 231.0                                                                                               | 266.6                                                                                               | 267.0                                                                                               | 291.4                                                                                               | 2 813,7                                                                                             |
| Fonte: Climate averages for Canberra Airport Comparison (1939–2010) Forte 2: Special climate statements and climate summaries for more recent extremes | | | | | | | | | | | | | |

## Demografia

### Ancestralidade e imigração
No censo australiano de 2016, as ancestralidades mais comumente nomeadas foram: 
- Inglesa (35%)
- Australiana (34%)[nota 3]
- Irlandesa (14%)
- Escocesa (11%)
- Chinesa (6%)
- Alemã (4,7%)
- Indiana (3,9%)
- Italiana (3,5%)
- Neerlandesa (1,7%)
- Indígenas (1,6%)[nota 4]
- Filipina (1,3%)
- Vietnamita (1,3%)
- Grega (1,3%)
- Croata (1,2%)
- Polonesa (1,1%)

Um porcentagem de 32% da população nasceu no exterior, de acordo com o censo de 2016. Os cinco maiores grupos de nascidos no exterior foram da Inglaterra, China continental, Índia, Nova Zelândia e Filipinas.
Cerca de 1,6% da população, ou 6 476 pessoas, se identificaram como indígenas australianos, o que inclui aborígenes e nativos do Estreito de Torres.

### Línguas
No censo de 2016, 72,7% dos habitantes falavam apenas o inglês em casa, com os seguintes idiomas sendo comuns foram o mandarim (3,1%), vietnamita (1,1%), cantonesa (1%), hindi (0,9%) e espanhol (0,8%).

### Religiões
No censo de 2016, as denominações mais comuns foram sem religião (36,2%), seguida do catolicismo (22,3%) e anglicanismo (10,8%). Não declarado (9,2%) e hinduísmo (2,6%). No Território da Capital Australiana, o cristianismo foi o maior grupo religioso relatado no geral (49,9%).